# 윈저 메이든헤드 왕립구

윈저 메이든헤드 왕립구의 위치

윈저 메이든헤드 왕립구(영어: Royal Borough of Windsor and Maidenhead)는 잉글랜드 버크셔주에 위치한 단일 자치구로 중심 도시는 메이든헤드이며 면적은 198.43km2, 인구는 147,400명(2014년 기준)이다. 1998년 4월 1일에 신설되었다.